# Plano (geometría)

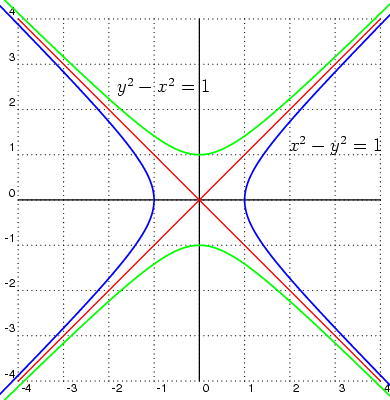
Gráfica de dos hipérbolas y sus asíntotas en el plano cartesiano.

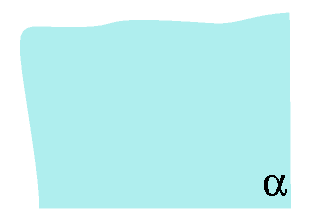
Representación gráfica informal de un plano.

En geometría, un plano es un objeto ideal que solo posee dos dimensiones, y contiene infinitos puntos y rectas; es un concepto  fundamental de la geometría junto con el punto y la recta. 
Una recta contenida en un plano lo divide en dos semiplanos. Se denomina frontera, borde u origen del semiplano. 
Cuando se habla de un plano de polina, se está hablando del objeto geométrico que no posee volumen, es decir bidimensional, y que contiene un número infinito de rectas y puntos. Sin embargo, cuando el término se utiliza en plural, se está hablando de aquel objeto elaborado como una representación gráfica de superficies en diferentes posiciones. Los planos son especialmente utilizados en ingeniería, arquitectura y diseño, ya que sirven para diagramar en una superficie plana o en otras superficies que son regularmente tridimensionales.
Un plano queda definido por los siguientes elementos geométricos:
- Tres puntos no alineados.
- Una recta y un punto exterior a ella.

- Dos rectas paralelas o dos rectas que se cortan.

Los planos suelen nombrarse con una letra del alfabeto griego. 
Suele representarse gráficamente, para su mejor visualización, como una figura delimitada por bordes irregulares (para indicar que el dibujo es una parte de una superficie infinita).
En un sistema de coordenadas cartesianas, un punto del plano queda determinado por un par ordenado, llamados abscisa y ordenada del punto. Mediante ese procedimiento, a todo punto del plano corresponden siempre dos números reales ordenados (abscisa y ordenada), y recíprocamente, a un par ordenado de números corresponde un único punto del plano. Consecuentemente, el sistema cartesiano establece una correspondencia biunívoca entre un concepto geométrico como es el de los puntos del plano y un concepto algebraico como son los pares ordenados de números. En coordenadas polares, por un ángulo y una distancia. Esta correspondencia constituye el fundamento de la geometría analítica.
El área es una medida de extensión de una superficie, o de una figura geométrica plana, expresada en unidades de medida denominadas unidades de superficie. Para superficies planas el concepto es más intuitivo. Cualquier superficie plana de lados rectos, por ejemplo un polígono, puede triangularse y se puede calcular su área como suma de las áreas de dichos triángulos. Ocasionalmente se usa el término "área" como sinónimo de superficie, cuando no existe confusión entre el concepto geométrico en sí mismo (superficie) y la magnitud métrica asociada al concepto geométrico (área).

## Historia
Los libros I a IV y VI de Elementos de Euclides trataban de la geometría bidimensional, desarrollando nociones como la semejanza de formas, el teorema de Pitágoras (Proposición 47), la igualdad de ángulos y área, el paralelismo, la suma de los ángulos de un triángulo y los tres casos en que los triángulos son "iguales" (tienen la misma área), entre otros muchos temas.
Posteriormente, el plano se describió en el llamado sistema de coordenadas cartesianas, un sistema de coordenadas que especifica cada punto de forma única en un plano mediante un par de numéricos coordenadas, que son las signos distancias desde el punto a dos  rectas perpendiculares fijas, medidas en la misma unidad de longitud. Cada línea de referencia se llama eje de coordenadas o simplemente eje del sistema, y el punto donde se encuentran es su origen', normalmente en el par ordenado (0, 0). Las coordenadas también pueden definirse como las posiciones de las proyecciones perpendiculares del punto sobre los dos ejes, expresadas como distancias con signo desde el origen.
La idea de este sistema fue desarrollada en 1637 en escritos de Descartes e independientemente por Pierre de Fermat, aunque Fermat también trabajaba en tres dimensiones, y no publicó el descubrimiento. Ambos autores utilizaron un único eje en sus tratamientos[cita requerida] y tienen una longitud variable medida en referencia a este eje. El concepto de utilizar un par de ejes se introdujo más tarde, después de que La Géométrie de Descartes fuera traducida al latín en 1649 por Frans van Schooten y sus alumnos. Estos comentaristas introdujeron varios conceptos al tiempo que intentaban aclarar las ideas contenidas en la obra de Descartes.
Más tarde, se pensó en el plano como un campo, en el que dos puntos cualesquiera podían multiplicarse y, excepto 0, dividirse. Esto se conoció como plano complejo. El plano complejo se denomina a veces plano de Argand porque se utiliza en los diagramas de Argand. Estos reciben su nombre de Jean-Robert Argand (1768-1822), aunque fueron descritos por primera vez por el topógrafo y matemático danés-noruego Caspar Wessel (1745-1818). Los diagramas de Argand se utilizan frecuentemente para trazar las posiciones del polos y del ceroes de una función en el plano complejo.

## En geometría

### Sistemas de coordenadas
En matemáticas, la geometría analítica (también llamada geometría cartesiana) describe cada punto del espacio bidimensional mediante dos coordenadas.  Se dan dos  ejes de coordenadas perpendiculares que se cruzan en el origen.  Suelen denominarse x e y. En relación con estos ejes, la posición de cualquier punto en el espacio bidimensional viene dada por un par ordenado de números reales, cada número dando la distancia de ese punto desde el origen medido a lo largo del eje dado, que es igual a la distancia de ese punto desde el otro eje.
Otro sistema de coordenadas ampliamente utilizado es el sistema de coordenadas polares, que especifica un punto en términos de su distancia desde el origen y su ángulo relativo a un rayo de referencia hacia la derecha.

Sistema de coordenadas cartesianas
Sistema de coordenadas polares

### Incorporación en el espacio tridimensional

Ecuación del plano en forma normal

En geometría euclidiana, un plano es una superficie plana de dos dimensiones  que se extiende indefinidamente. 
Los  planos euclídeos surgen a menudo como subespacios del espacio tridimensional. {\displaystyle \mathbb {R} ^{3}}.
Un ejemplo prototípico es una de las paredes de una habitación, infinitamente extendida y que se supone infinitesimal delgada.
Mientras que un par de números reales {\displaystyle \mathbb {R} ^{2}} basta para describir puntos en un plano, la relación con puntos fuera del plano requiere una consideración especial para su incrustación en el espacio ambiente {\displaystyle \mathbb {R} ^{3}}.

### Politopos
En dos dimensiones, existen infinitos politopos: los polígonos. A continuación se muestran los primeros regulares:

#### Convexo
El símbolo de Schläfli {\displaystyle \{n\}} representa un n-ágono regular.
| Nombre              | Triángulo (2-simplex) | Cuadrado (2-orthoplex) (2-cubo) | Pentágono     | Hexágono     | Heptágono    | Octógono      |           |
| ------------------- | --------------------- | ------------------------------- | ------------- | ------------ | ------------ | ------------- | --------- |
| Símbolo de Schläfli | {3}                   | {4}                             | {5}           | {6}          | {7}          | {8}           |           |
| Imagen              |                       |                                 |               |              |              |               |           |
| Nombre              | Nonágono              | Decágono                        | Undecágono    | Dodecágono   | Tridecágono  | Tetradecágono |           |
| Schläfli            | {9}                   | {10}                            | {11}          | {12}         | {13}         | {14}          |           |
| Imagen              |                       |                                 |               |              |              |               |           |
| Nombre              | Pentadecágono         | Hexadecágono                    | Heptadecágono | Octadecágono | Eneadecágono | Icoságono     | ...n-gono |
| Schläfli            | {15}                  | {16}                            | {17}          | {18}         | {19}         | {20}          | {n}       |
| Imagen              |                       |                                 |               |              |              |               |           |

#### Degenerado (esférico)
El monógono (o henágono) regular {1} y el digon regular {2} {2} pueden considerarse polígonos regulares degenerados y existen de forma no degenerada en espacios no euclidianos como una 2-esfera, un 2-toro, o un cilindro circular recto.
| Nombre              | Monógono | Dígono |
| Símbolo de Schläfli | {1}      | {2}    |
| Imagen              |          |        |

#### Polígonos no convexos
Existen infinitos polígonos regulares no convexos en dos dimensiones, cuyos símbolos de Schläfli consisten en números racionales {n/m}. Se llaman polígonos estrella y comparten la misma disposición de vértices de los polígonos regulares convexos.
En general, para cualquier número natural n, existen estrellas poligonales regulares no convexas de n puntas con símbolos de Schläfli {n/m} para todo m tal que m < n/2 (estrictamente hablando {n/m} = {n/(n - m)}) y m y n son coprimos.
| Nombre              | Estrella pentagonal | Heptagrama | Heptagrama | Octagrama | Eneagramas | Eneagramas | Decagrama | ...n-agramas |
| Símbolo de Schläfli | {5/2}               | {7/2}      | {7/3}      | {8/3}     | {9/2}      | {9/4}      | {10/3}    | {n/m}        |
| Imagen              |                     |            |            |           |            |            |           |              |

### Círculo
La hiperesfera en 2 dimensiones es un círculo, a veces llamado 1-esfera (S1) porque es un colector unidimensional. En un plano euclídeo, tiene la longitud 2πr y el área de su interior es
{\displaystyle A=\pi r^{2}}
donde {\displaystyle r} es el radio.

### Otras formas
Existen infinidad de otras formas curvas en dos dimensiones, entre las que destacan las secciones cónicas: la elipse, la  parábola y la hipérbola.

## Propiedades del plano ℝ3

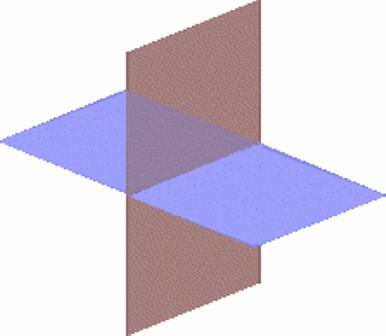
Intersección de dos planos en un espacio tridimensional. Representación isométrica de dos planos perpendiculares.

En un espacio euclidiano tridimensional ℝ3, podemos hallar los siguientes hechos (los cuales no son necesariamente válidos para dimensiones mayores):
- O bien dos planos son paralelos, o bien se intersecan en una línea.
- O bien una recta es paralela a un plano, o bien se interseca con el mismo en un punto, o bien está contenida en él.
- Dos rectas perpendiculares a un mismo plano son paralelas entre sí.
- Dos planos perpendiculares a una misma recta son paralelos entre sí.
- Entre un plano Π cualquiera y una recta no perpendicular al mismo existe solo un plano tal que contiene a la recta y es perpendicular al plano Π.
- Entre un plano Π cualquiera y una recta perpendicular al mismo existen infinitos planos tales que contienen a la recta y son perpendiculares al plano Π.

### Ecuación vectorial del plano
Un plano queda definido por los siguientes elementos geométricos: un punto y dos vectores:
Punto P = (x1, y1, z1)
Vector u = (ux, uy, uz)
Vector v = (a2, b2, c2)

| {\displaystyle (x,y,z)=(x_{1},y_{1},z_{1})+m(u_{x},u_{y},u_{z})+n(a_{2},b_{2},c_{2})\,\!} |

 donde {\displaystyle m} y {\displaystyle n} son escalares.
Esta es la forma vectorial del plano; sin embargo, la forma más utilizada es la reducida, resultado de igualar a cero el determinante formado por los dos vectores y el punto genérico X = (x, y, z) con el punto dado. De esta manera la ecuación del plano es:
{\displaystyle {\begin{vmatrix}(\mathbf {X} -\mathbf {P} )\\\mathbf {u} \\\mathbf {v} \end{vmatrix}}=0=>{\begin{vmatrix}x-P_{x}&y-P_{y}&z-P_{z}\\u_{x}&u_{y}&u_{z}\\v_{x}&v_{y}&v_{z}\end{vmatrix}}=0=>Ax+By+Cz+D=0}
Donde (A, B, C) es un vector perpendicular al plano y coincide con el producto vectorial de los vectores u y v. La fórmula para hallar la ecuación cuando no está en el origen es:
{\displaystyle a(x-h)+b(y-k)+c(z-j)=0\,}
Estrictamente
P = P0 + mA + nB es la ecuación del plano determinado por un punto fijo y dos vectores A y B no colineales.

### Ecuación mediante vector ortogonal
a.x = 0, donde a es un vector ortogonal y x un punto del plano.

### Posición relativa entre dos planos
Si tenemos un plano 1 con un punto A y un vector normal 1, y también tenemos un plano 2 con un punto B y un vector normal 2.
Sus posiciones relativas pueden ser:
- Planos coincidentes: la misma dirección de los vectores normales y el punto A pertenece al plano 2.
- Planos paralelos: si tienen la misma dirección los vectores normales y el punto A no pertenece al plano 2.
- Planos secantes: si los vectores normales no tienen la misma dirección.

### Distancia de un punto a un plano
Para un plano cualquiera  {\displaystyle \Pi :ax+by+cz+d=0\,} y un punto cualquiera {\displaystyle \mathbf {p} _{1}=(x_{1},y_{1},z_{1})} no necesariamente contenido en dicho plano Π, la menor distancia entre P1 y el plano Π es:
{\displaystyle D={\frac {\left|ax_{1}+by_{1}+cz_{1}+d\right|}{\sqrt {a^{2}+b^{2}+c^{2}}}}.}
De lo anterior se deduce que el punto P1 pertenecerá al plano Π si y solo si D=0.

Si los coeficientes a, b y c de la ecuación canónica de un plano cualquiera están normalizados, esto es cuando {\displaystyle {\sqrt {a^{2}+b^{2}+c^{2}}}=1}, entonces la fórmula anterior de la distancia D se reduce a:
{\displaystyle D=\ |ax_{1}+by_{1}+cz_{1}+d|.}

## Semiplano

Plano cuadriculado.

Se llama semiplano, en geometría, cada una de las dos partes en que un plano queda dividido por una recta. 
Analíticamente
La inecuación {\displaystyle ax+by+c\geq 0} determina un semiplano y su recta frontera {\displaystyle ax+by+c=0}
La inecuación {\displaystyle ax+by+c>0} determina un semiplano sin incluir la frontera {\displaystyle ax+by+c=0}. Este semiplano es un conjunto convexo, abierto y no acotado.
Partición
La recta de ecuación {\displaystyle L=ax+by+c=0}y los semiplanos  {\displaystyle S_{1}=ax+by+c<0}, {\displaystyle S_{2}=ax+by+c>0} determinan una partición del plano, de modo que un punto cualquiera de este está exactamente en uno, y solo uno de los tres conjuntos: recta L, semiplanos {\displaystyle S_{1}} o {\displaystyle S_{2}}.

### Postulados de la división de un plano
En cada pareja de semiplanos que una recta r determina sobre un plano existen infinitos puntos tales que:
1. Todo punto del plano pertenece a uno de los dos semiplanos o a la recta que los determina.
2. Dos puntos del mismo semiplano determinan un segmento que no corta a la recta r.
3. Dos puntos de semiplanos diferentes determinan un segmento que corta a la recta 'r8.

## En topología
En topología, el plano se caracteriza por ser el único espacio contráctil  bidimensional.
Su dimensión se caracteriza por el hecho de que la eliminación de un punto del plano deja un espacio que está conectado, pero no  simplemente conectado.

## En teoría de grafos
En teoría de grafos, un grafo plano es un grafo que se puede  incrustar en el plano, es decir, que se puede dibujar en el plano de tal manera que sus aristas se crucen sólo en sus puntos extremos.  En otras palabras, se puede dibujar de forma que ninguna arista se cruce con otra. Tal dibujo se llama un grafo plano o incrustación plana del grafo. Un grafo plano puede definirse como un grafo plano con un mapeado desde cada nodo a un punto en un plano, y desde cada arista a una curva plana en ese plano, de tal forma que los puntos extremos de cada curva son los puntos mapeados desde sus nodos extremos, y todas las curvas son disjuntas excepto en sus puntos extremos.